# Раника
Ра̀ника (на италиански: Ranica; на ломбардски: Ranga, Ранъга) е градче и община в Северна Италия, провинция Бергамо, регион Ломбардия. Разположено е на 293 m надморска височина. Населението на общината е 5946 души (към 2017 г.).